# 쿠보 토모히로
카와다 유우(일본어: 久保 智裕, 1983년 3월 9일 ~ )는 일본의 배우이다.

## 출연작

### TV 아이치
- 토미카히어로 레스큐파이어 - 호무라 타츠야